# Psychiatric Services
Psychiatric Services è una rivista medica mensile sottoposta a revisione paritaria che si occupa di ricerca originali nell'ambito della psichiatria. È pubblicata dall'American Psychiatric Association e la caporedattrice è Lisa Dixon.
La rivista è stata fondata nel 1950 da Daniel Blain col nome di A.P.A. Mental Hospital Service Bulletin.
Gli abstract e gli articoli sono indicizzati da: Medline/PubMed, Science Citation Index Expanded e Scopus.
Secondo il Journal Citation Reports, la rivista ha ricevuto un fattore di impatto per il 2021 pari a 4,157.